# Соперник (бомбардирский корабль)
«Сопе́рник» — бомбардирский корабль Черноморского флота Российской империи. Принимал участие в русско-турецкой войне 1828—1829 годов.

## История службы
14 мая 1828 года «Соперник» совместно с кораблём «Скорый» пришёл к эскадре вице-адмирала А. С. Грейга, которая блокировала Анапу, и периодически обстреливал крепость. Через месяц — 12 июня — Анапа сдалась. От ответного огня «Соперник» получил шесть пробоин и два повреждения рангоута. 18 июня корабль в составе отряда ушёл в Севастополь, откуда ушёл 9 июля и соединился с эскадрой, шедшей от Анапы. 13 июля в составе этой эскадры «Соперник» пришёл к Коварне, а 22 июля — к Варне, укрепления которой, вместе с другими кораблями, периодически обстреливал. 29 сентября крепость капитулировала и через два дня «Соперник» вернулся в Севастополь.
Во время взятия Анапы и Варны «Соперником» командовал Александр Иванович Казарский, который, отличившись в этих операциях, получил чин капитан-лейтенанта
12 апреля 1829 года корабль с эскадрой адмирала А. С. Грейга вышел из Севастополя, через два дня пришёл в Сизополь, а с 3 августа отправился крейсировать в район Агатополь—Инада. 7 августа с отрядом капитан-лейтенанта К. Н. Баскакова «Соперник» подошёл к крепости Инада, которую бомбардировал, прикрывая десант, который штурмом взял крепость.
13 августа «Соперник» в составе отряда контр-адмирала И. И. Стожевского пришёл к крепости Мидия и открыл по ней огонь. 17 августа крепость захватил десант и отряд кораблей вернулся к Сизополю. С 11 сентября по 11 октября «Соперник» стоял на брандвахте в Мессемврии, а 17 октября в составе эскадры вернулся в Севастополь.
В 1830 году с корабля были сняты мортиры и единороги и в дальнейшем «Соперник» использовался в качестве транспортного судна.

## Командиры
Корабль «Соперник» в разное время ходил под командованием следующих капитанов:
- 1826—1828 — А. И. Казарский
- 1829 — И. П. Туркул
- 1831  — капитан-лейтенант С. А. де-Антуани[4].